# Rantau Ikil
Rantau Ikil is een bestuurslaag in het regentschap Bungo van de provincie Jambi, Indonesië. Rantau Ikil telt 2791 inwoners (volkstelling 2010).